# ريتا ماير (لاعبة كرة قاعدة)
ريتا ماير (بالإنجليزية: Rita Meyer)‏ هي لاعب كرة قاعدة أمريكية، ولدت في 12 فبراير 1927 في فلوريسانت في الولايات المتحدة، وتوفيت في 16 يونيو 1992 في سانت لويس في الولايات المتحدة.